# Cyrtidiorchis stumpflei
Cyrtidiorchis stumpflei là một loài thực vật có hoa trong họ Lan. Loài này được (Garay) Rauschert mô tả khoa học đầu tiên năm 1982.